# Municipio de Hollenback
El municipio de Hollenback  (en inglés: Hollenback Township) es un municipio ubicado en el condado de Luzerne en el estado estadounidense de Pensilvania. En el año 2000 tenía una población de 1.243 habitantes y una densidad poblacional de 30,8 personas por km².

## Geografía
El municipio de Hollenback se encuentra ubicado en las coordenadas 41°03′00″N 76°04′59″O / 41.05000, -76.08306.

## Demografía
Según la Oficina del Censo en 2000 los ingresos medios por hogar en la localidad eran de 42,063 $ y los ingresos medios por familia eran 44.712 $. Los hombres tenían unos ingresos medios de 33.125 $ frente a los 21.058 $ para las mujeres. La renta per cápita para la localidad era de 16.794 $. Alrededor del 7,3% de la población estaban por debajo del umbral de pobreza.